# Service d'aide au maintien dans l'emploi des travailleurs handicapés
En France, un Service d'aide au maintien dans l'emploi des travailleurs handicapés (SAMETH) est un service qui intervient en conseil auprès des entreprises qui ont besoin d'évaluer les options permettant de conserver leur salarié en situation de handicap ou dont l'état de santé s'aggrave. Le SAMETH peut également conseiller un salarié dont la reprise de travail est envisagée et pour qui le maintien à son poste, dans son entreprise, serait réaliste. 
C'est un dispositif national financé par l'AGEFIPH qui peut attribuer des aides pour éviter le licenciement d'un salarié devenu inapte.

## Bénéficiaires
Selon l'art. L. 5213-1 du code du travail, « Est considérée comme travailleur handicapé toute personne dont les possibilités d'obtenir ou de conserver un emploi sont effectivement réduites par suite de l'altération d'une ou plusieurs fonctions physique, sensorielle, mentale ou psychique ».
- Les salariés handicapés reconnus par la commission des droits et de l'autonomie des personnes
- Les bénéficiaires d'une rente accident du travail ou maladie professionnelle supérieure à 10 %
- Les titulaires d'une pension d'invalidité d'un régime de Sécurité sociale ou en tant qu'ancien militaire
- Les titulaires de la carte d'invalidité
- Les titulaires de l'Allocation aux adultes handicapés (AAH)

## Signalement au SAMETH
Peuvent saisir un SAMETH :
- les salariés concernés
- les médecins traitants
- les médecins hospitaliers
- les médecins du travail
- les services sociaux
- les employeurs
- les associations de malades